# Washington Dulles nemzetközi repülőtér
A Washington Dulles nemzetközi repülőtér (angolul Washington Dulles International Airport, IATA: IAD, ICAO: KIAD) jelentős nemzetközi repülőtér; a Baltimore-Washington várostömörülést kiszolgáló három közforgalmi repülőtér egyike. Washington, D.C. belvárosától mintegy 42 km-re nyugatra fekszik, Virginia állam Loudoun és Fairfax megyéi határán. Névadója John Foster Dulles, az Egyesült Államok egykori külügyminisztere.
A Dulles repülőtér a washingtoni régió legforgalmasabb légikikötője, amely 2014-ben több, mint 21,5 milliós utasforgalmat bonyolított.
A Dulles repülőtér az Egyesült Államok tizedik legforgalmasabb repülőtere nemzetközi utasforgalom tekintetében, második a Közép-atlanti régióban, a Washington-Baltimore várostömörülésben pedig az első. Ez utóbbi nemzetközi forgalmának több, mint 80%-át bonyolítja.

## Megközelítése
A Washingtoni metró ezüst metróvonala közvetlen összeköttetést nyújt a repülőtér és a főváros központja között. A menetidő a repülőtértől a belvárosig mintegy ötven perc. A Rosslyn megállónál a kék metróvonalra átszállva a Ronald Reagan Washingtoni nemzeti repülőtér is elérhető tömegközlekedéssel, nagyjából egyórás utazás után.
Az autóforgalom számára az ingyenesen használható Dulles Access Road nevű autópálya nyújt összeköttetést a fővárost övező körgyűrűvel és az Interstate 66 autópályán keresztül a belvárossal. Érdekesség, hogy a Dulles Access Road a repülőtéri hatóság tulajdonában van, rajta csak a repülőtéri forgalom a megengedett, és emiatt szinte mindig nagy sebességgel halad itt a forgalom.
A repülőteret közvetlen autóbuszjárat is összeköti a belvárossal.

## Futópályák
|  | A repülőtér futópályái: - 01C/19C (11 500 ft, 150 ft, beton) - 01L/19R (9400 ft, 150 ft, beton) - 01R/19L (11 500 ft, 150 ft, beton) - 12/30 (10 501 ft, 150 ft, beton) |

## Forgalom
Az utasforgalom az elmúlt években az alábbi módon változott:
| Utasok száma | 15 612 368 | 17 860 750 | 22 660 229 | 22 813 067 | 23 073 665 | 22 408 105 | 21 498 902 | 22 892 504 | 7 574 966 | 25 135 288 |
|              | 1998       | 2001       | 2004       | 2006       | 2009       | 2012       | 2015       | 2017       | 2020      | 2023       |

## Légitársaságok és úticélok
2023-ban a Washington Dulles nemzetközi repülőtérről az alábbi járatok indulnak:

### Személy carriers
| Légitársaság                  | Célállomások | Források |
| ----------------------------- | --- | -------- |
| Aer Lingus                    | Dublin | [ 7 ]    |
| Aeroméxico                    | Mexico City (újrakezdődik 2024. július 1-től) | [ 8 ]    |
| Air Canada                    | Vancouver Szezonális: Toronto–Pearson | [ 9 ]    |
| Air Canada Express            | Montréal–Trudeau, Toronto–Pearson | [ 9 ]    |
| Air China                     | Peking (újrakezdődik 2023. november 21-től) | [ 10 ]   |
| Air France                    | Párizs-Charles de Gaulle repülőtér | [ 11 ]   |
| Air India                     | Delhi | [ 12 ]   |
| Alaska Airlines               | Los Angeles, San Diego, San Francisco, Seattle/Tacoma | [ 14 ]   |
| Allegiant Air                 | Austin, Jacksonville (FL), Nashville, Sarasota | [ 15 ]   |
| All Nippon Airways            | Tokio–Haneda | [ 16 ]   |
| American Airlines             | Dallas/Fort Worth Szezonális: Charlotte | [ 17 ]   |
| American Eagle                | Szezonális: Austin (vége February 14, 2024), Charlotte | [ 17 ]   |
| Austrian Airlines             | Bécs | [ 19 ]   |
| Avianca                       | Bogotá | [ 20 ]   |
| Avianca Costa Rica            | Guatemala City, San José (CR) | [ 21 ]   |
| Avianca El Salvador           | San Salvador | [ 20 ]   |
| British Airways               | London–Heathrow | [ 22 ]   |
| Brüsszel Airlines             | Szezonális: Brüsszel | [ 23 ]   |
| Copa Airlines                 | Panama City–Tocumen | [ 24 ]   |
| Delta Air Lines               | Atlanta, Salt Lake City, Seattle/Tacoma Szezonális: Detroit | [ 25 ]   |
| Delta Connection              | Detroit, Minneapolis/St. Paul, New York–JFK | [ 25 ]   |
| EgyptAir                      | Kairó | [ 26 ]   |
| Emirates                      | Dubai–International | [ 27 ]   |
| Ethiopian Airlines            | Addisz Abeba, Lomé | [ 28 ]   |
| Etihad Airways                | Abu-Dzabi | [ 29 ]   |
| Iberia                        | Szezonális: Madrid | [ 30 ]   |
| Icelandair                    | Reykjavík–Keflavík | [ 31 ]   |
| ITA Airways                   | Róma-Fiumicino nemzetközi repülőtér | [ 32 ]   |
| KLM                           | Amszterdam | [ 33 ]   |
| Korean Air                    | Szöul–Incshon | [ 34 ]   |
| Lufthansa                     | Frankfurt, München | [ 35 ]   |
| Norse Atlantic Airways        | Szezonális: London–Gatwick | [ 36 ]   |
| Play                          | Reykjavík–Keflavík | [ 37 ]   |
| Porter Airlines               | Toronto–Billy Bishop | [ 38 ]   |
| Qatar Airways                 | Doha | [ 39 ]   |
| Royal Air Maroc               | Casablanca | [ 40 ]   |
| Saudia                        | Jeddah, Rijád | [ 41 ]   |
| Scandinavian Airlines         | Koppenhága | [ 42 ]   |
| Southern Airways Express      | Bradford (PA), DuBois (PA), Lancaster (PA), Morgantown (WV) | [ 43 ]   |
| Southwest Airlines            | Atlanta (vége 2024. január 7-től), Chicago–Midway (vége 2024. március 6-tól), Denver, Phoenix–Sky Harbor (kezdődik 2024. április 9-től) | [ 47 ]   |
| Sun Country Airlines          | Szezonális: Minneapolis/St. Paul (újrakezdődik 2024. április 18-tól) | [ 48 ]   |
| Swiss International Air Lines | Zürich (kezdődik 2024. március 28-tól) | [ 50 ]   |
| TAP Air Portugal              | Lisszabon | [ 51 ]   |
| Turkish Airlines              | Isztambul | [ 52 ]   |
| United Airlines               | Accra, Amman–Queen Alia, Amszterdam, Atlanta, Austin, Barbados, Boston, Brüsszel, Cancún, Fokváros, Charleston (SC), Charlotte, Chicago–O'Hare, Cleveland, Dallas/Fort Worth, Denver, Dublin, Fort Lauderdale, Fort Myers, Frankfurt, Genf, Guatemala City, Houston–Intercontinental, Jacksonville (FL), Lagos, Las Vegas, London–Heathrow, Los Angeles, Mexico City, Miami, Montego Bay, München, Nashville, Newark, New Orleans, New York–LaGuardia, Norfolk, Orlando, Párizs-Charles de Gaulle repülőtér, Phoenix–Sky Harbor, Portland (OR), Providenciales, Punta Cana, Raleigh/Durham, Róma–Fiumicino, Sacramento, St. Maarten, St. Thomas, San Antonio, San Diego, San Francisco, San Juan, San Salvador, São Paulo–Guarulhos, Seattle/Tacoma, Tampa, Tel-Aviv (felfüggesztve), Tokio–Haneda, Zürich Szezonális: Albuquerque, Aruba, Athén, Barcelona, Bozeman, Burlington (VT), Calgary, Columbus–Glenn, Edinburgh, Grand Cayman, Hartford, Hayden/Steamboat Springs, Honolulu, Indianapolis, Key West (kezdődik 2023. december 21-től), Lisszabon, Madrid, Nassau, Portland (ME), Rochester (NY), San José (CR), Sarasota, Savannah, Syracuse, West Palm Beach | [ 54 ]   |
| United Express                | Albany, Atlanta, Buffalo, Burlington (VT), Charleston (SC), Charlotte, Charlottesville (VA), Cincinnati, Cleveland, Columbia (SC), Columbus–Glenn, Dallas/Fort Worth, Dayton, Detroit, Fort Myers, Hartford, Houston–Intercontinental, Huntsville, Indianapolis, Jacksonville (FL), Johnstown (PA), Kansas City, Knoxville, Louisville, Minneapolis/St. Paul, Montréal–Trudeau, Nashville, Newark, New Orleans, New York–LaGuardia, Norfolk, Ottawa, Pittsburgh, Portland (ME), Providence, Raleigh/Durham, Richmond, Roanoke, Rochester (NY), St. Louis, San Antonio, Sarasota, Savannah, Syracuse, Toronto–Pearson, West Palm Beach Szezonális: Key West, Panama City (FL), Traverse City | [ 55 ]   |
| Virgin Atlantic               | London–Heathrow | [ 56 ]   |
| Volaris El Salvador           | San Salvador | [ 57 ]   |
| WestJet                       | Szezonális: Calgary | [ 58 ]   |

### Cargo carriers
| Légitársaság          | Célállomások                                                                                    |
| --------------------- | ----------------------------------------------------------------------------------------------- |
| FedEx                 | Greensboro, Harrisburg, Indianapolis, Memphis, New York–JFK, Newark, Philadelphia, Jacksonville |
| FedEx Feeder          | Newark                                                                                          |
| United Parcel Service | Louisville                                                                                      |